# Giorgetto Giugiaro
Giorgetto Giugiaro (phát âm tiếng Ý: [dʒorˈdʒetto dʒuˈdʒaːro]; sinh ngày 7 tháng 8 năm 1938) là một nhà thiết kế ô tô người Ý. Ông thiết kế siêu xe và phương tiện di chuyển thường ngày. Ông sinh ra tại Garessio, Cuneo, Piedmont.
Giugiaro được mệnh danh là Nhà thiết kế xe hơi của thế kỷ vào năm 1999 và được ghi danh vào Đại sảnh vinh danh ô tô vào năm 2002.
Bên cạnh ô tô, Giugiaro còn thiết kế thân máy ảnh cho Nikon, Lối đi dạo của Porto Santo Stefano vào năm 1983 , cơ quan của nhà thờ Lausanne, tổ hợp tạo thành từ 7000 ống vào năm 2003 , ông cũng thiết kế một loại mì ống mới có tên là "Marille", cũng như nội thất văn phòng cho Tập đoàn Okamura.

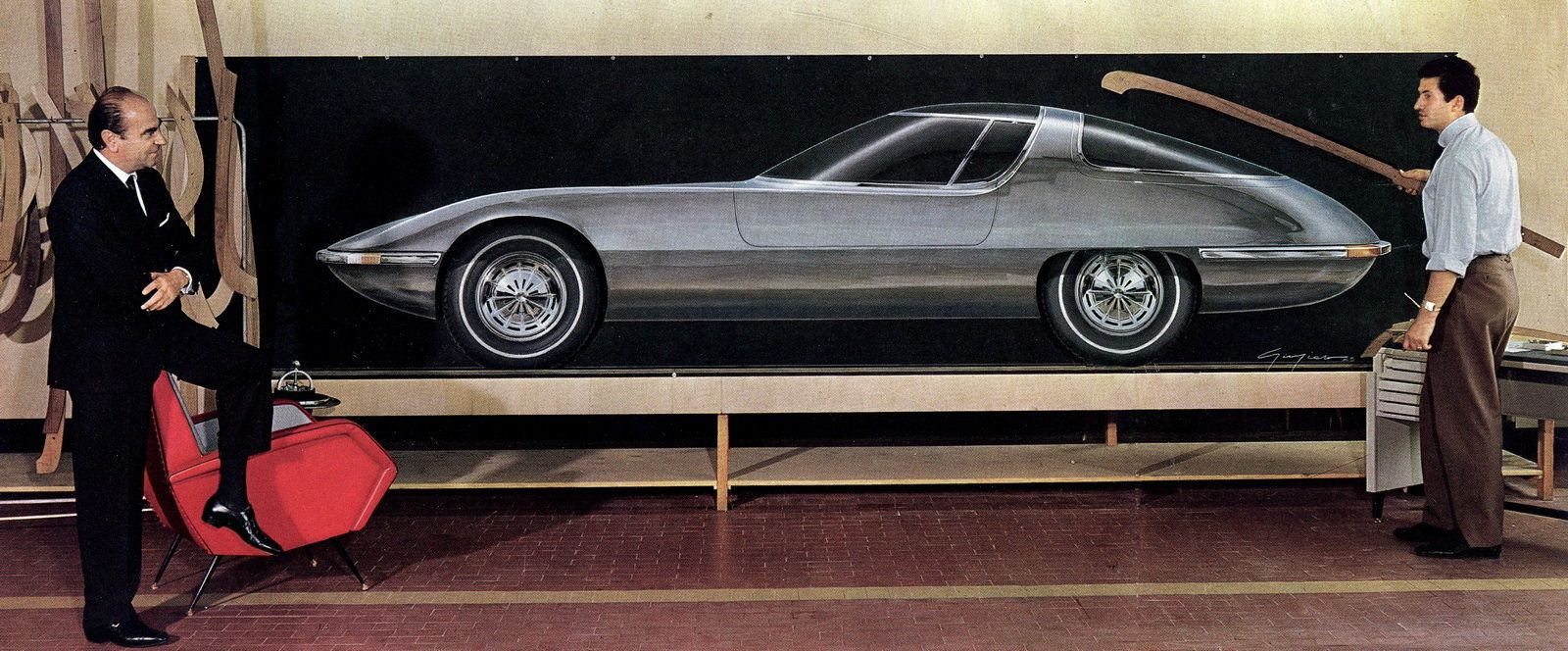

Những chiếc xe đầu tiên của Giugiaro, như Alfa Romeo 105/115 Series Coupés, thường có hình dạng cong và trang nhã, như De Tomaso Mangusta, Iso Grifo và Maserati Ghibli. Vào cuối những năm 1960, Giugiaro đã thực hiện các thiết kế ngày càng góc cạnh, đỉnh cao là thời kỳ "gấp giấy" của thập niên 1970. Các thiết kế thẳng như BMW M1, Lotus Esprit S1 và Maserati Bora đã đến theo sau đó. Ông đã thay đổi một lần nữa vào đầu những năm 1990, trình diễn cách tiếp cận cong hơn với Lamborghini Calà, Maserati Spyder và Ferrari GG50.
Giugiaro được biết đến rộng rãi với DMC DeLorean. Đáng chú ý trong thời gian đó với thiết kế độc đáo, chiếc xe được nổi bật trong loạt phim bom tấn Hollywood Back to the Future. Thiết kế thành công nhất về mặt thương mại của ông là chiếc Volkswagen Golf Mk1.
Năm 1976, Giugiaro khám phá một khái niệm taxi mới với Bảo tàng Nghệ thuật Hiện đại (MOMA), mà sau đó trở thành khái niệm Lancia Megagamma năm 1978. Fiat đã ủy khái niệm 1978 từ Italdesign, yêu cầu cho một 4-mét, mái cao, h điểm cao, đa chức năng, monospace thiết kế — nhưng cuối cùng quyết định khái niệm là quá rủi ro cho sản xuất. Nhìn lại, Megagamma có ảnh hưởng nhiều hơn là thành công theo đúng nghĩa của nó. Nó được coi là "khái niệm mẹ đẻ của phong trào MPV / minivan."  nó ảnh hưởng đến thiết kế của những chiếc MPV mini / compact như Nissan Prairi (1981) và Fiat 500L (2011), cũng như những chiếc MPV lớn hơn, bao gồm cả những chiếc minivan của Renault Espace và Chrysler.

### Phim trường
- Thiết kế xe đặc biệt Fiat (1955 - 1959) [8]
- Bertone (1959 - 1965)
- Ghia (1965 - 1967)
- Italdesign Giugiaro (1967 - 2015) [9]
- Phong cách GFG (2015 – hiện tại) [10][11][12]

## Thiết kế

### Ô tô
| - Alfa Romeo - 2000 Sprint (1960) - 2600 Sprint (1962) - Giulia Sprint GT/GTV (1963) - Canguro concept car (1964) - Giulia SS Bertone Prototipo concept car (1965) - Iguana concept car (1968) - Caimano concept car (1971) - Alfasud (1972) - Alfetta GT/GTV (1974) - Sprint (1976) - Brera concept car (2002) - 156 facelift second series (2003) - Visconti concept car (2004) - 159/159 SW (2004) - Brera (2005) - American Motors Eagle Premier (1987) - ASA 1000 GT (1962) - Aston Martin - DB4 GT Bertone 'Jet' (1961) - Twenty Twenty concept car (2001) - Audi 80 (1978) - BMW - 3200 CS (1961) - BMW Spicup concept car (1969) - M1 (1977) - Nazca M12 concept car (1991) - Nazca C2 concept car (1992) - Nazca C2 Spider concept car (1993) - M1 Homage Concept (2008) - Bugatti - ID 90 Concept (1990) - EB 112 (1993) - EB 118 (1998) - EB 218 (1999) - Buick Park Avenue Ultra (1989–1990 interior seating) - Cadillac Sixty Special (1989–1993 interior seating) - Chevrolet Testudo concept car (1963) - Daewoo - Lanos (1996) - Matiz (1997) (former Fiat Cinquecento Lucciola design study) - - Leganza (1997) - Magnus (2000 and 2003) - Kalos hatchback (2002) - Lacetti hatchback (2004) - De Tomaso Mangusta (1966) - DMC DeLorean (1981) - Ferrari - 250 GT "Competition" Berlinetta SWB Speciale Bertone (1959) - 250 GT Berlinetta SWB Speciale Bertone (1962) - Ferrari GG50 concept car (2005) - Fiat - 850 Spider (1965) - Dino Coupé (1967) - Panda (1980) - Uno (1983) - Croma (1985) - Punto (1993) - Palio/Siena (2001) - Croma (2005) - Grande Punto (2005) - Sedici (2005) - Ford Mustang concept car (1966, 2006) - GreenTech Automotive - GreenTech MyCar (2003) - My car NEV - Gordon-Keeble GT (1960) - Hyundai - Pony (1974) - Excel (1985) - Sonata (1988) - Stellar (1982) - Innocenti 186 GT - Iso Rivolta - Rivolta IR 300 (1961) - Grifo (1963) - Fidia (1967) | - Italdesign - Aztec concept car (1988) - Quaranta concept car (2008) - Isuzu - 117 Coupe (1968) - Piazza/Impulse (1981) - Lamborghini - Marco Polo concept car (1982) - Calà concept car (1995) - Lancia - Megagamma concept car (1978) - Delta (1979) - Medusa concept car (1980) - Prisma (1982) - Orca concept car (1982) - Thema (1984) - Lexus GS (1993) - Lotus - Esprit (1972) - Etna concept car (1984) - Maserati - 5000 GT (1961) - Ghibli (1966) - Simun concept car (1968) - Bora (1971) - Boomerang concept car (1972) - Merak (1972) - Tipo 124 concept car (1974) - Medici concept car (1974) - Medici II concept car (1976) - Quattroporte (1976) - 3200 GT (1998) - Buran concept car (2000) - Spyder (2001) - Coupé (2002) - Mazda - Mazda Familia (1963) - Mazda Luce (1965) - Oldsmobile Thor concept car (1967) - Porsche Tapiro concept car (1970) - Proton Emas concept car (2010) - Renault - 21 (1986) - 19 (1988) - Saab - 600 (1980) - 9000 (1984) - Scania 2-series (1980) - SEAT - Ibiza (1984) - Málaga (1985) - Proto T &amp; TL concept car (1989–1990) - Proto C concept car (1990) - Toledo (1991) - Córdoba (1993) - Ibiza (1993) - Toledo (1998) - León (1998) - Simca - Simca 1000 Coupé (1962) - Simca 1200S (1967) - Skoda 720 concept car (1972) - SsangYong - Korando (2010) - Rexton (2001) - Subaru Alcyone SVX (1991) - Suzuki - Carry (1969) - Cervo (1977–1982) - SX4 (2006) - Techrules Ren (2018) - Toyota - Aristo (1991) - Alessandro Volta concept car (2004) - Volkswagen - Karmann Ghia TC - Passat (1973) - Scirocco (1974) - Golf (1974) - Jetta (1979) - W12 Coupe &amp; Roadster concept cars (1997) - Zastava - Florida (1988) |
| | |

### Máy ảnh

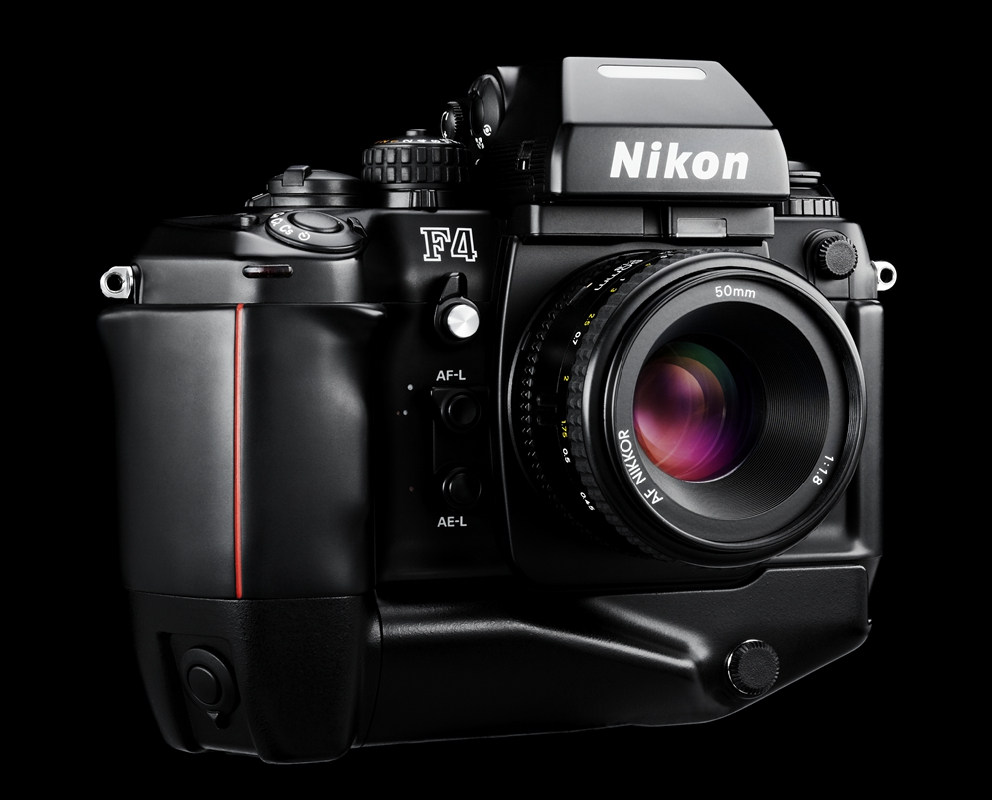
Thiết kế Giugiaro của Nikon F4 S

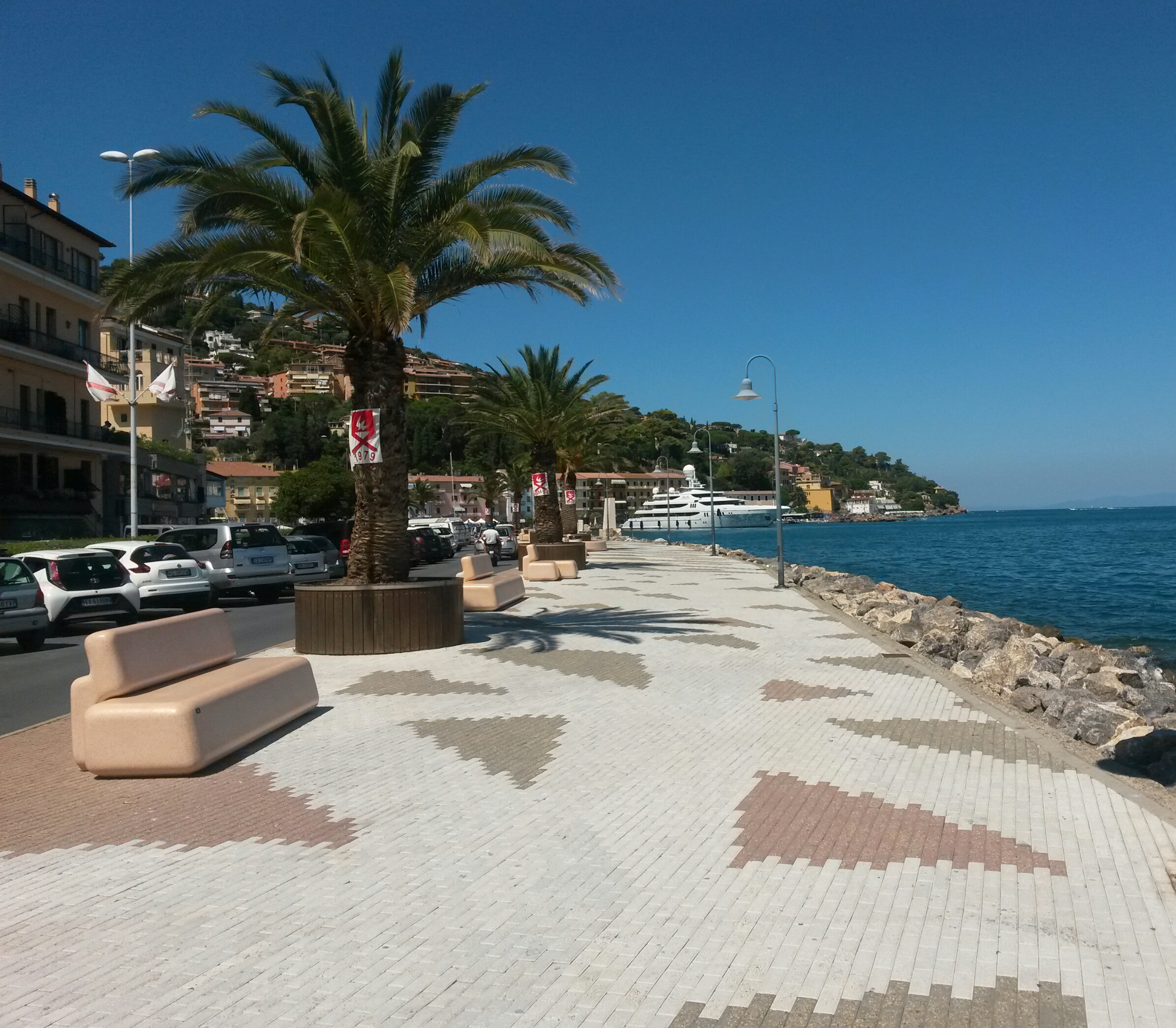
Lối đi dạo của Porto Santo Stefano, Giugiaro Design, 1983

- Máy ảnh
  - EM (1979)
  - F3 (1980) [28]
  - L35AF (1983)
  - F4 (1988)
  - F5 (1996)
  - Đ2H (2003)
  - F6 (2004)
  - D3 (2007)
  - D4 (2012)
  - D800 (2012)

### Súng
- Súng ngắn
  - Beretta Neos
- Súng tiểu liên
  - Bão Ber4 CX4
- Súng ngắn [29]
  - Bẫy Beretta UGB25 Xcel 12 GA, 30 "

### Xe máy
- Ducati 860 GT (1975) [30]
- Suzuki RE5 (1975) [31]
- Động vật ăn thịt Derbi (1998)
- Những năm 1990 TOMOS Colibri xe máy
- MV Agusta 350s Ipotesi [32]

### Khác
- FIAT Tàu Ferroviaria / Alstom ETR 460 (Pendolino) (1993)
- Máy kéo khái niệm Nitro (2013) [33]
- Đồng hồ đeo tay Seiko Speedmaster (1986) [34]
- Đồng hồ đeo tay Seiko Macchina Sportiva [35]
- Máy kéo Deutz Fahr 6215 RCSHIFT (2017) [36]
- Lối đi dạo của Porto Santo Stefano, Tuscany [37]
- Marille Pasta [38]
- Organ của nhà thờ Lausanne, gồm khoảng 7000 ống [4]
- Thiết kế bóng rổ nóng chảy (bóng trò chơi chính thức cho FIBA) [39][40]